# 龙汶站
龍汶站（：／ Yongmun yeok */?）是大田地鐵1號線沿線的一座地下車站，位於韓國大田廣域市西区龍汶洞。

## 車站結構
本站站體為2面2線側式月台的地下車站，設有月台幕門，並有8處出口。

### 月台配置
| 五龍 ↑ |
| \| 上  |
| ↓ 炭坊 |

| 月台 | 路線               | 目的地                         |
| ---- | ------------------ | ------------------------------ |
| 上行 | ●大田都市铁道1号线 | 五龍、中央路、大田、板岩方向   |
| 下行 | ●大田都市铁道1号线 | 炭坊、市廳、儒城溫泉、盤石方向 |

## 歷史
- 2006年3月16日：落成啟用。

## 車站周邊
- 樂天百貨大田店
- 大田樂天影城
- 電子城
- 龍汶洞郵局
- 友利銀行龍汶站分行
- 韩亚银行龍汶站分行
- 大信證券西大田分行
- 韓國健康管理協會（朝鲜语：한국건강관리협회）大田忠南支部
- 朝鮮法國文化協會
- 大田基督教青年會
- 天主教醫院

## 相鄰車站
大田廣域市都市鐵道公社
●大田都市铁道1号线
五龍（108）－龍汶（109）－炭坊（110）